# Antonio Squarcialupi
Antonio Squarcialupi (Florence, 27 mars 1416 - 6 juillet 1480) était un organiste et compositeur italien. Il fut l'un des plus célèbres organistes d'Italie du XVe siècle.

## Biographie
Il est né à Florence d'un père boucher nommé Giovanni ; cependant, il changea son nom en Squarcialupi qui était le nom d'une famille célèbre en Toscane au milieu du siècle, probablement pour cacher ses origines peu aristocratiques. La plus grande partie de sa jeunesse se passa à Florence où il étudia l'orgue avec l'organiste Giovanni Mazzuoli dit Johannes de Florentia, lui-même élève de Francesco Landini), ainsi qu'avec Matteo di Pagolo da Prato.
Il obtint la charge d'organiste à la chapelle Orsanmichele de Florence en 1431 qu'il quitta au bout de deux années au profit de la basilique de Santa Maria del Fiore où il resta jusqu’à sa mort. Un buste à son image l'honore à l'intérieur de cette basilique.

## Musique et influence
Squarcialupi faisait partie de la cour de Laurent de Médicis et fut également un collègue de Guillaume Dufay. De nombreux éloges à son art datant du milieu du XVe siècle subsistent comme celui, par exemple, du mémorialiste Luca Landucci qui le juge équivalent, en stature à des figures telles que le sculpteur Donatello.  Il était très proche de Laurent le Magnifique comme indiqué sur son épitaphe à l'intérieur de la basilique florentine.
Aucune de ses œuvres n'est parvenue jusqu’à nous. La principale cause de sa renommée, outre sa qualité d'organiste, est d'avoir donné son nom au Codex Squarcialupi, un document qui était sa propriété (mais qu'il ne compila pas) et qui est la plus riche source de musique italienne du XIVe siècle.

## Iconographie
- * Benedetto da Maiano : buste d'Antonio Squarcialupi, musicien et organiste de la cathédrale  (1490), présentée dans la seconde travée du collatéral nord après la porte des cornacchini de la cathédrale de Florence[1].